# Beteiligungsfinanzierung
Als Beteiligungsfinanzierung wird in der Betriebswirtschaftslehre die Außenfinanzierung von Unternehmen durch Zuführung von Eigenkapital verstanden.

## Allgemeines
Nur die Außenfinanzierung mittels Eigenfinanzierung durch Gesellschafter, Kapitalbeteiligungsgesellschaften, Private Equity oder Wagniskapital ist eine Beteiligungsfinanzierung. Beteiligungsfinanzierung ist also Eigen- und Außenfinanzierung zugleich. Die Zuführung von Eigenkapital kann in Form von Bareinlagen, Sacheinlagen oder durch Übertragung von Rechten erfolgen. Daneben stehen den Unternehmen auch weitere Finanzierungsformen wie die Innenfinanzierung oder Fremdfinanzierung zur Verfügung.

## Arten
Allgemein wird unterschieden zwischen der Beteiligungsfinanzierung nicht börsenfähiger und börsennotierter Unternehmen.
- Nicht börsenfähige Unternehmen sind Einzelunternehmen, Personengesellschaften, die GmbH und die Familien-AG. Bei einem geschlossenen Kreis von Gesellschaftern ist die Beschaffung von Eigenkapital auf die vorhandenen Gesellschafter begrenzt, bei offenem Gesellschafterkreis führen zusätzliche Miteigentumsrechte zu einer stärkeren Einflussnahme.
- Börsennotierte Unternehmen sind die börsennotierte Aktiengesellschaft, Europäische Gesellschaft und Kommanditgesellschaft auf Aktien. Sie alle können durch Börsengang mittels Aktienemission Kapitalerhöhungen durchführen, wobei ihnen das Marktpotenzial des Kapitalmarkts zur Verfügung steht.

Bei nicht börsenfähigen Unternehmen kann der Engpass der Eigenkapitalbeschaffung durch Kapitalbeteiligungsgesellschaften überwunden werden.

## Aktiengesellschaften
Eine Beteiligungsfinanzierung erfolgt bei Aktiengesellschaften, Kommanditgesellschaften auf Aktien und der Europäischen Gesellschaft entweder bei Unternehmensgründung und/oder durch Kapitalmaßnahmen nach Gründung:
| Art                  | Beschaffung des Eigenkapitals durch … |
| -------------------- | --- |
| Unternehmensgründung | Einbringung aus dem Privatvermögen der Aktionäre Wagniskapital Private Equity Mezzanine-Kapital Bürgschaftsbanken, Förderbanken              |
| Kapitalmaßnahmen     | Kapitalerhöhung gegen Bareinlagen (§ 182 bis § 191 AktG) bedingtes Kapital (§ 192 bis § 201 AktG) genehmigtes Kapital (§ 202 bis § 206 AktG) |

Der Prozess der Beteiligungsfinanzierung beginnt bereits bei der Unternehmensgründung, indem die Gründer der Gesellschaft Eigenkapital zwecks Aufnahme des Geschäftsbetriebs zur Verfügung stellen.
Auch die Kapitalerhöhung aus Gesellschaftsmitteln durch Emission von Gratisaktien ist zwar eine Kapitalmaßnahme, sie erfolgt jedoch aus der Innenfinanzierung und ist deshalb keine Beteiligungsfinanzierung.

## Personengesellschaften
Das Handelsrecht verlangt, dass die persönlich haftenden Gesellschafter bei der Kommanditgesellschaft (KG) und Offenen Handelsgesellschaft (OHG) neben dem bilanziellen Eigenkapital auch mit ihrem Privatvermögen haften, so dass Kapitalerhöhungen von geringerer Bedeutung sind als bei Kapitalgesellschaften.
Für die Beteiligungsfinanzierung bei Personengesellschaften kommen folgende Quellen in Betracht:
| Rechtsform          | Beschaffung des Eigenkapitals durch …                                                                                |
| ------------------- | --- |
| KG                  | Erhöhung der Kapitaleinlagen der Komplementäre und Kommanditisten; neue Gesellschafter                               |
| OHG                 | Erhöhung der Kapitaleinlagen der Gesellschafter; neue Gesellschafter                                                 |
| Stille Gesellschaft | Erhöhung der Kapitaleinlagen der Gesellschafter; neue Gesellschafter (typische oder atypische stille Gesellschafter) |
| BGB-Gesellschaft    | Erhöhung der Kapitaleinlagen der Gesellschafter; neue Gesellschafter                                                 |

Werden bei KG und OHG neue persönlich haftende Gesellschafter aufgenommen, so sind diese kraft Gesetzes mit Geschäftsführungsbefugnis ausgestattet (§ 116 Abs. 1 HGB). Die bisherigen Gesellschafter müssen den neuen Gesellschaftern ein Mitspracherecht einräumen.

## Wirtschaftliche Aspekte
Das Hauptmotiv für die private Beteiligungsfinanzierung ist die Bereitstellung von Eigenkapital durch Privatpersonen (Gesellschafter) oder institutionelle Investoren, wobei Private Equity auf außerbörsliches Eigenkapital beschränkt ist. Durch die Eigenkapitalüberlassung erhält der Kapitalgeber ein Miteigentumsrecht, einen Anspruch auf Gewinn- und Verlustbeteiligung am bilanziellen Substanzwert, den stillen Reserven, dem Firmenwert sowie einen Anteil am Liquidationserlös. Die Kapitalgeber weisen ihre Kapitalbeteiligung als Finanzanlage aus, sofern eine dauernde Beteiligungsabsicht vorliegt.
Kapitalgeber müssen vor ihrer Beteiligungsfinanzierung prüfen, ob sich ihre Investition lohnt. Das von ihnen eingebrachte Eigenkapital muss (über Dividenden, Gewinnanteile) eine Eigenkapitalrendite erbringen, die mindestens dem risikofreien Zinssatz einer alternativen Kapitalanlage entspricht. Maßstab hierfür sind die am Finanzmarkt bei anderweitigen Kapitalanlagen mit vergleichbarem Risiko erzielbaren Renditen (wie die Aktienrendite, Dividendenrendite).
Beteiligungsfinanzierungen stärken das Eigenkapital, die Eigenkapitalquote und den Shareholder Value und dienen meist zur Finanzierung von Investitionen (in Sachanlagevermögen und/oder Finanzanlagen).